# Szarańcza wędrowna
Szarańcza wędrowna (Locusta migratoria) – szeroko rozprzestrzeniony gatunek owada prostoskrzydłego z rodziny szarańczowatych (Acrididae), znany z całej półkuli wschodniej. Jest to gatunek zdolny do wytwarzania fazy stadnej i odbywania dalekich wędrówek. W Polsce odnotowywano naloty szarańczy, prawdopodobnie tego gatunku, od XI wieku. Ostatnie udokumentowane przypadki pojawienia się Locusta migratoria na obszarze Polski miały miejsce w 2017 roku, w ostatnich dwóch dziesięcioleciach obserwuje się coraz częstsze pojawy związane najprawdopodobniej z ocieplaniem się klimatu.
Jest zaliczana do owadów jadalnych dla człowieka.

## Morfologia
Samiec osiąga od 29 do 50 mm długości ciała i od 33 do 56 mm długości pokryw. Samica osiąga od 37 do 55 mm długości ciała i od 37 do 61 mm długości pokryw. Ubarwienie ciała jest zmienne. Dominować może barwa szara, żółtawa, zielonkawa lub brunatna; na takim tle obecne są zielone plamki i słabo wyodrębniony, brunatny wzór. Kolor goleni tylnej pary może być żółtawy, czerwonawy lub zielonkawy. Głowa ma szeroki, stępiony wierzchołek ciemienia i małe, trójkątne dołki ciemieniowe. Spód tułowia cechuje się gęstym, pluszowym owłosieniem. Pokrywy i skrzydła sięgają ku tyłowi poza wierzchołki ud tylnej pary. Skrzydła są przejrzyste z przydymionymi wierzchołkami, pozbawione opasek. Narząd bębenkowy jest do połowy nakryty dużym fałdem oskórka. Przedplecze u fazy samotnej ma listewkę środkową wypukłą, u fazy stadnej zaś wklęsłą lub prostą. Poza tym obie fazy różnią się proporcjami niektórych części ciała, a często też ubarwieniem.

## Ekologia i występowanie
Pokarm
Szarańcza wędrowna jest oligofagiem – żywi się głównie trawami. Przemieszczające się stada wyrządzały dawniej ogromne straty pożerając całe uprawy zbóż w miejscu postoju. Obecnie dzięki różnorodnym metodom ich zwalczania straty się zmniejszyły. Nadal jednak szarańcza wędrowna, jak i stadne formy gatunków pokrewnych (szarańcza pustynna, szarańczka marokańska, nadobnik włoski) są poważnymi szkodnikami upraw.
Występowanie
Występuje na stepach i półpustyniach Eurazji, Afryki i Australii. W Polsce pojawia się rzadko.
Tryb życia
Żyje w fazie samotnej lub stadnej. W fazie stadnej migruje w ogromnych skupiskach, składających się z milionów osobników. Wędruje na północ – przy sprzyjających warunkach pojawia się nawet w Sztokholmie i Permie. Pokonuje dystans do 2 tys. km.

## Taksonomia
Z racji tego, iż występuje w różnych strefach ekologicznych, wyodrębniono wiele podgatunków szarańczy wędrownej, jednak eksperci wciąż nie zgadzają się co do niektórych z nich. Głównymi podgatunkami są:
- L. m. capito Saussure, 1884 – Madagaskar,
- L. m. manilensis (Meyen, 1835) – południowa Azja,
- L. m. migratoria (Linnaeus, 1758) – zachodnia i centralna Azja, południowo-wschodnia Europa,
- L. m. migratorioides (Reiche & Fairmaire, 1849) – Afryka (stały ląd) i wyspy atlantyckie.

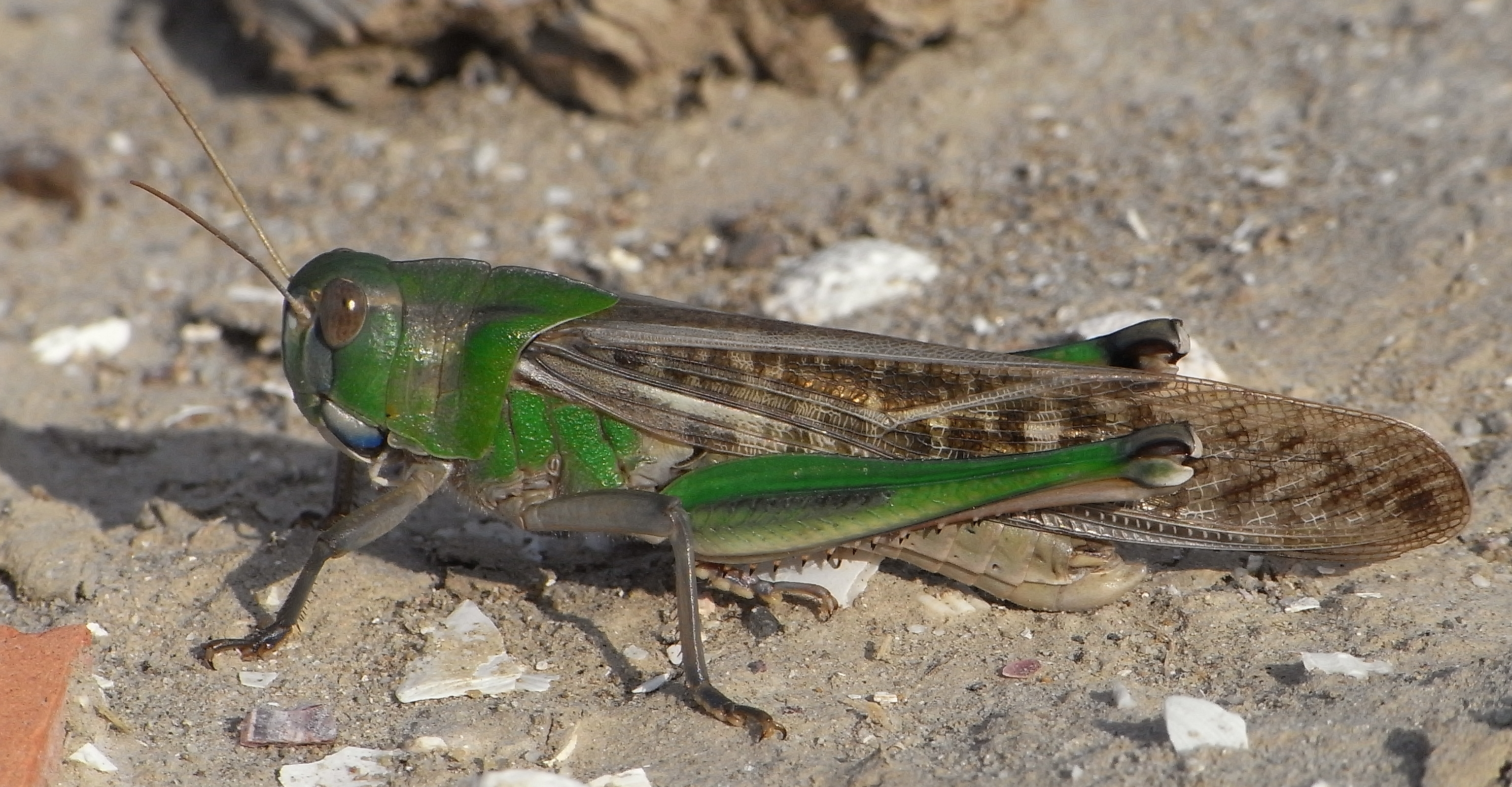
Osobnik sfotografowany w południowej Francji

Z Polski szarańcza wędrowna wykazywana była jako: 
- L. migratoria,
- L. m. migratoria,
- L. m. rossica.